# Anton Pfliegler

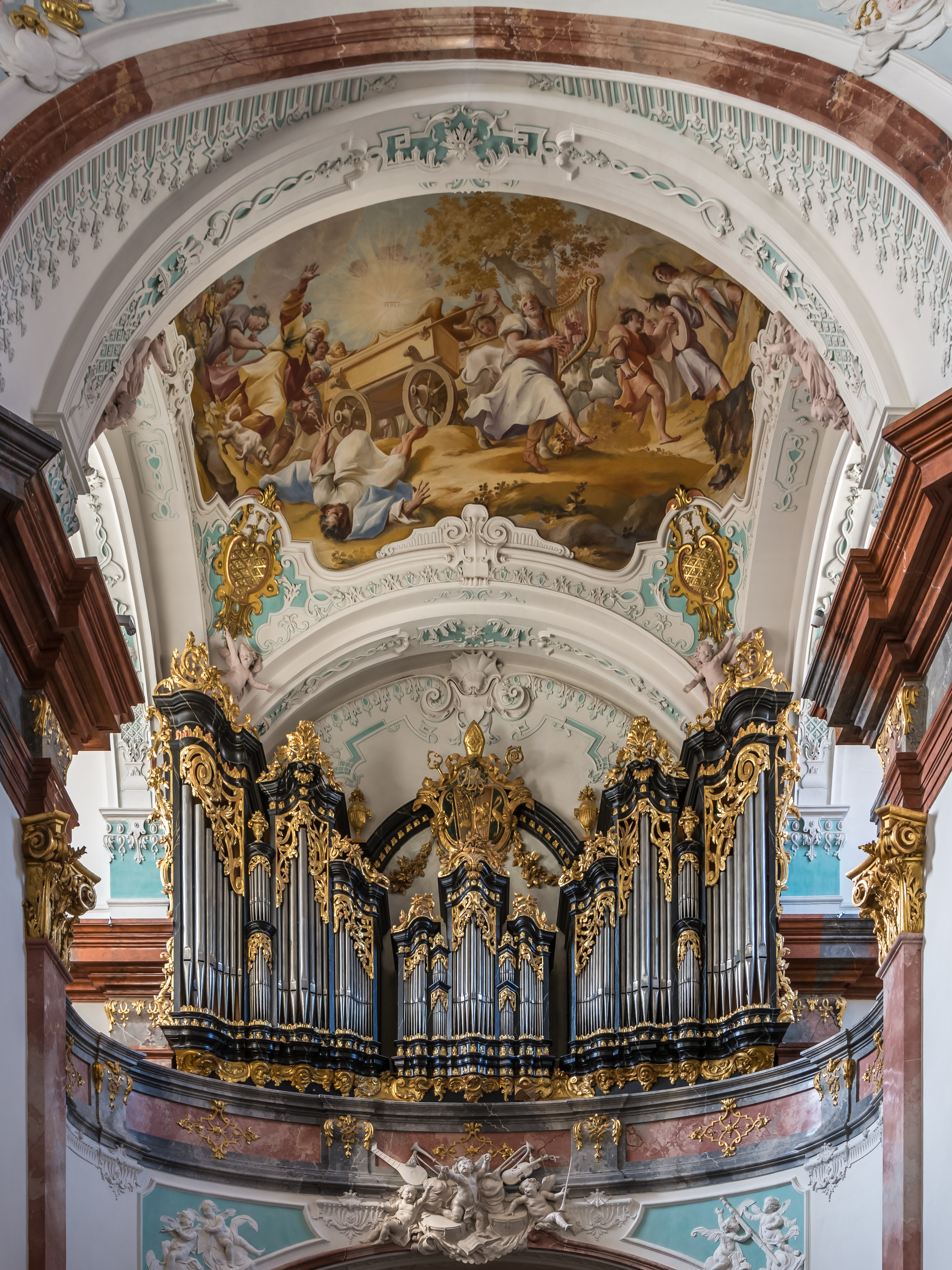
Stift Altenburg

Anton Pfliegler (* 3. April 1736 in Reisach, Pfarre Neukirchen bei Miesbach, heute zur Gemeinde Weyarn in Bayern gehörend; † 25. Juni 1805 in Wien) war ein österreichischer Orgelbauer.

## Leben

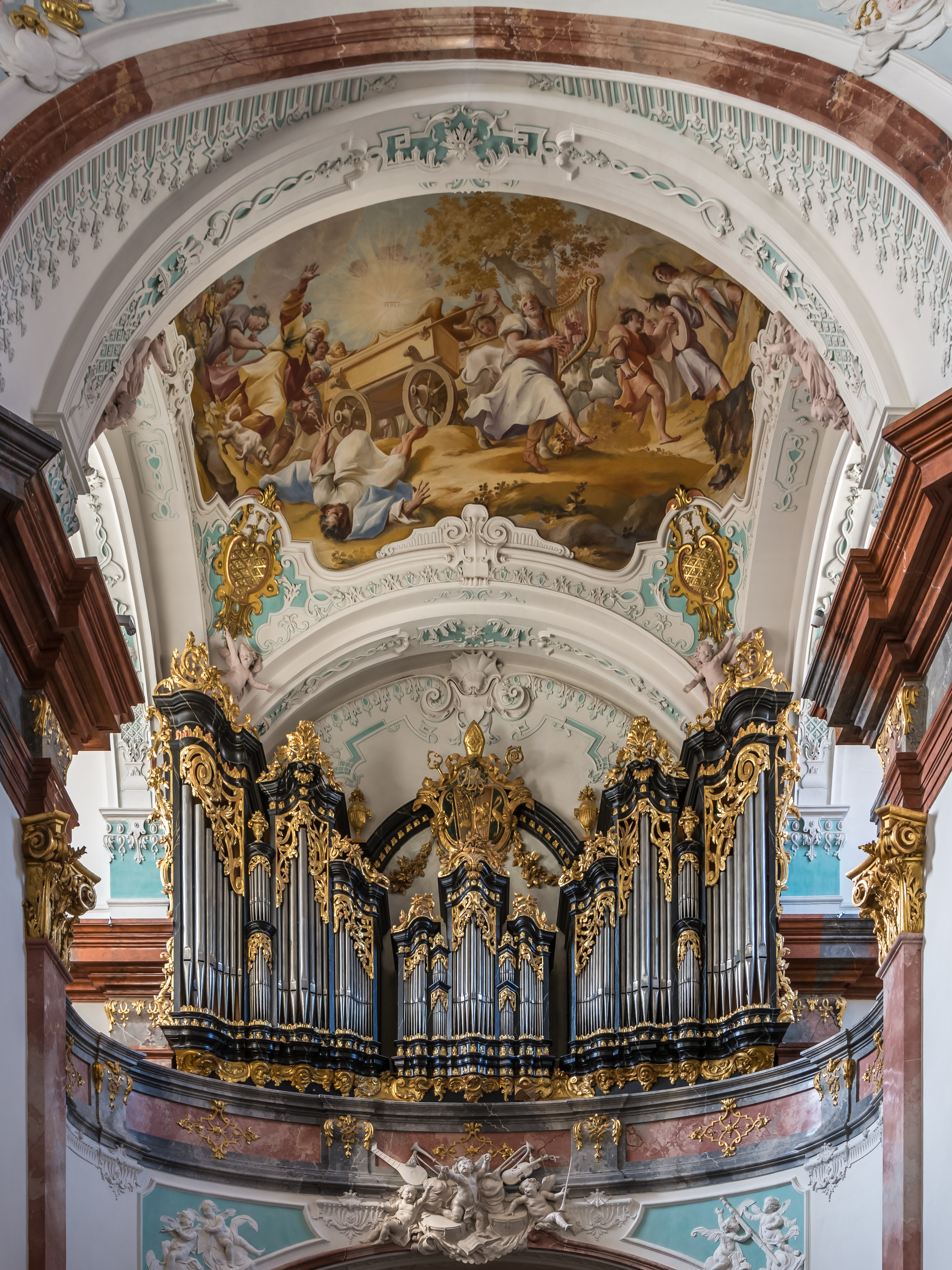
Stiftskirche Altenburg (1773)

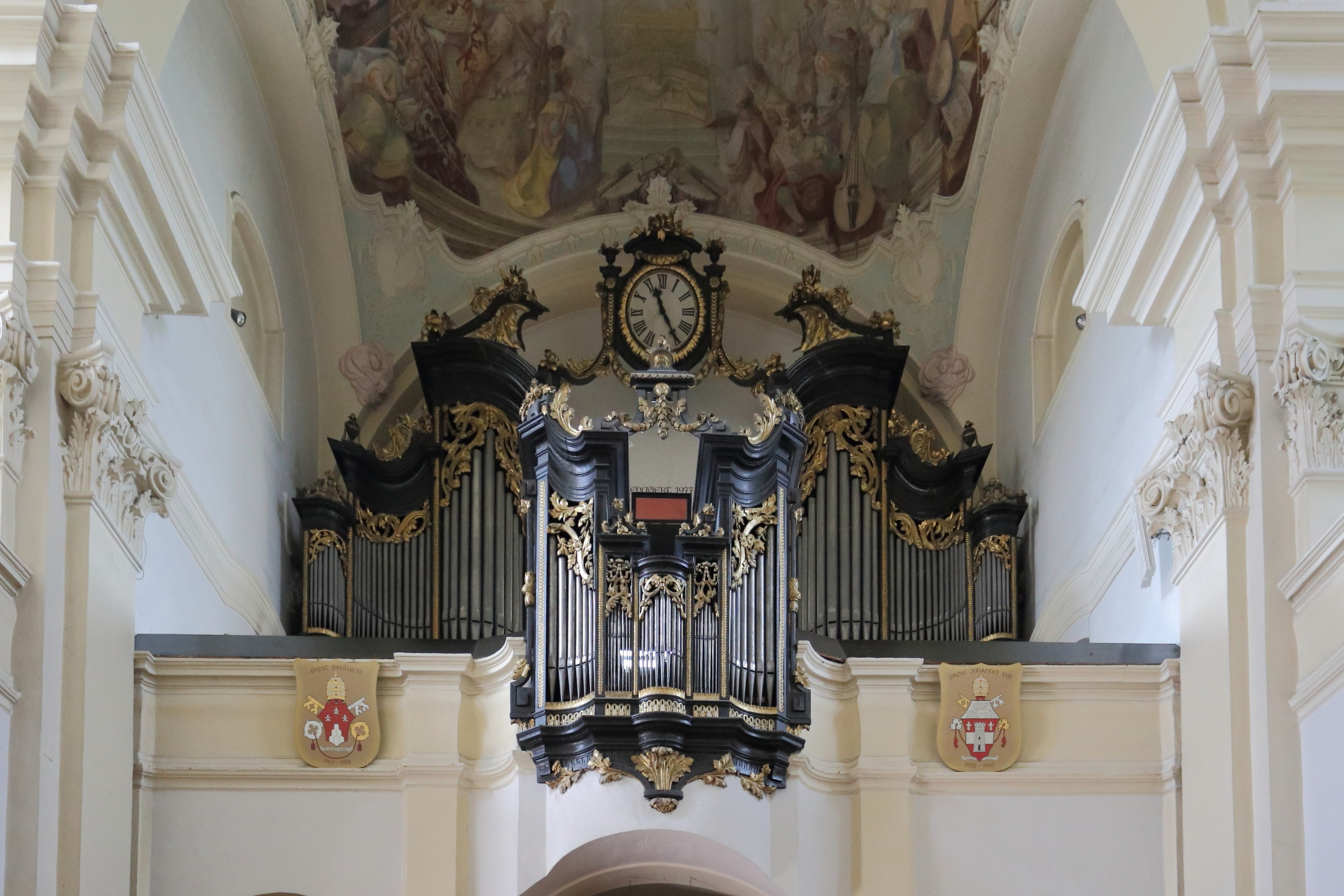
Maria Dreieichen (1780)

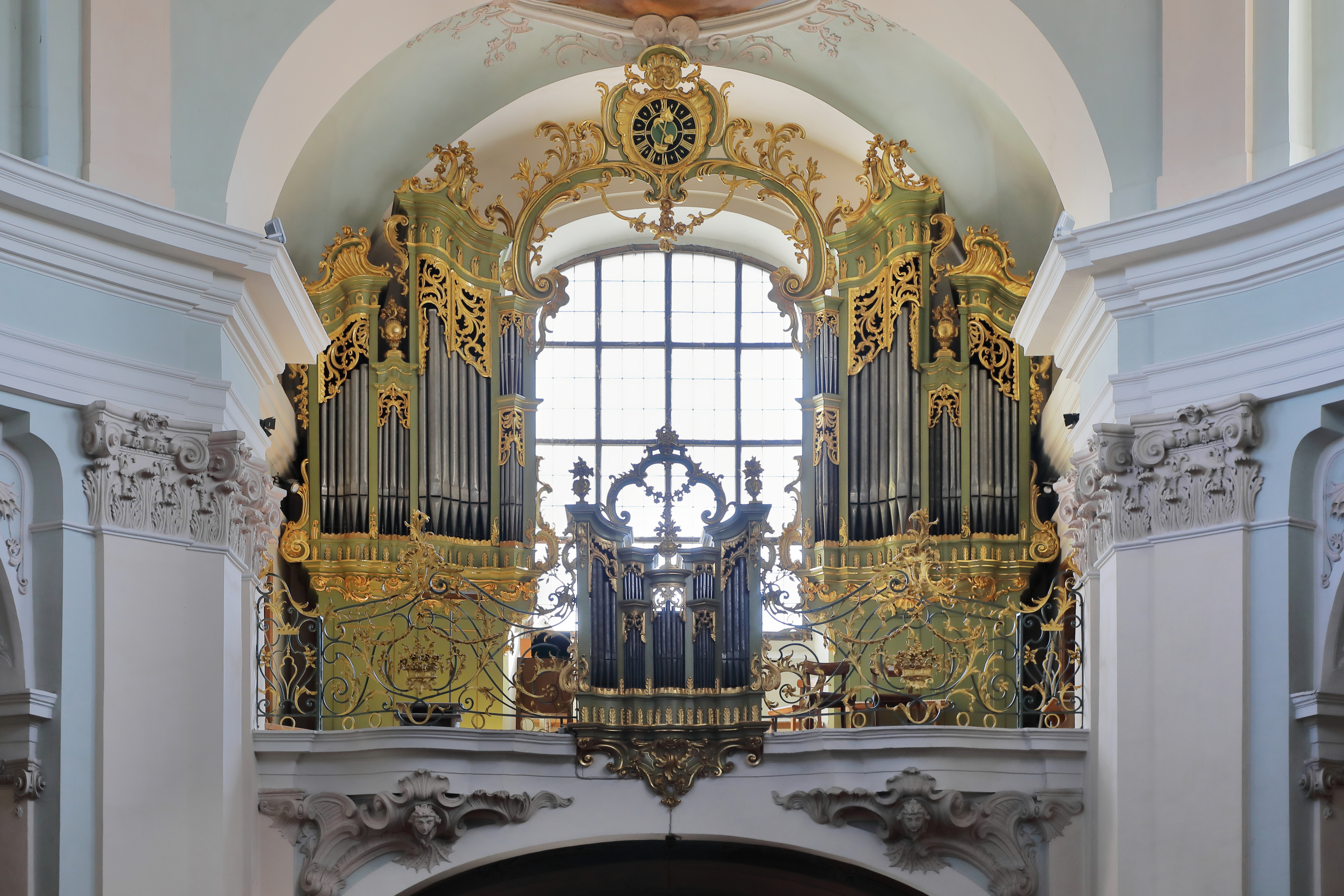
Wallfahrtskirche Hafnerberg (1767)

Anton Pfliegler wurde am 3. April 1736 in Reisach als Sohn des Schmiedes Josef Pfliegler und dessen Ehefrau Maria, geborene Scheier, geboren und noch am selben Tag getauft. Dem Vater wurde 1741 vom Augustiner Chorherrenstift Weyarn ein Zweiunddreißigstel Lehen in Reisach überlassen, wo er als selbständiger Hammerschmied arbeitete, aber schon am 24. Dezember 1742 starb. Die Pflieglers bewohnten aber weiterhin die (erst 1958) abgetragene Schmiede, als deren neuer Besitzer erst im Jahre 1757 ein Michael Schönel genannt wird. Anton Pfliegler hatte zwei Geschwister, die 1731 geborene Maria Sabina und den 1738 geborenen Laurentius. Nach dem Tod des Vaters ging Anton bei einem in der Nähe arbeitendem Orgelbauer in die Lehre, vermutlich bei dem zwischen 1732 und 1782 in München nachweisbaren Johann Bayr.
Am 11. Mai 1766 heiratete Anton Pfliegler in der Wiener Pfarrkirche St. Michael die Witwe Ursula Wehe, Tochter Johann Henckes (1697–1766), des bedeutendsten Orgelbauers seiner Zeit in Wien, und legte in Wien den Bürgereid ab. Ein halbes Jahr später brach über die Familie eine tragische Reihe von Todesfällen herein, deren Ursache ungeklärt ist, möglicherweise im Zusammenhang mit dem im Orgelbau verwendeten Blei, sicher jedoch in den völlig unzulänglichen hygienischen Maßnahmen der damaligen Krankenpflege zu suchen sind. Nacheinander starben sein Schwiegervater, seine Ehefrau und sein Sohn Heinrich Anton.
Nach Erfüllung aller testamentarisch geforderten Stiftungen und Legate konnte Pfliegler die Werkstätte seines Schwiegervaters Johann Henckes übernehmen, da dieser neben Ursula Pfliegler und vier anderen Töchtern nur einen erst neun Jahre alten Sohn hinterlassen hatte. Aus der Verlassenschaftsabhandlung ist einiges über die Größe und damit die Leistungsfähigkeit des Betriebes zu entnehmen. Neben kleinerem Werkzeug gab es fünf Hobelbänke, dreiunddreißig verschiedene Hobel, fünfunddreißig Stemm- und Hohleisen, dreiundvierzig verschiedene Bohrer, einen Schraubstock, drei messingene Leimpfannen, drei Feilkloben, vier Winkelhaken, eine Reißschiene und drei Zirkel. Zur Metallpfeifenherstellung dienten zwei Gießladen, fünf Gießpfannen und eine kleinere Hobelbank „zur zinn Arbeit“.
Weiters befand sich in der Werkstatt ein „neu angefangenes Orgel-Werk mit denen ganz und Verfertigten Hölzernen Pfeifen“. Dieses ist möglicherweise mit der am 26. Juli 1767 erstmals gespielten und von Pfliegler signierten Orgel mit siebzehn Stimmen auf zwei Manualen in der Wallfahrtskirche Hafnerberg identisch.
Am 8. Mai 1768 heiratete Pfliegler in zweiter Ehe die 25-jährige Salzburgerin Regina Göschl, deren Vater sich vom Lakaien zum fürsterzbischöflichen Verwalter hinaufgedient hatte.
Pflieglers nächste bekannte Arbeit ist auch seine größte: das Orgelwerk für die Stiftskirche Altenburg. In dem am 8. April 1772 geschlossenen Vertrag verpflichtet er sich binnen eines Jahres eine zweimanualige Orgel mit sechsundzwanzig Registern um 1450 Gulden zu liefern. Die Arbeit verzögerte sich aber etwas und erst am 22. Oktober 1773 war das Werk vollendet. Regenschori des Stiftes war damals der schon erwähnte P. Maximilian Markl, der als hervorragender Organist beschrieben wird und unter dessen Leitung („sub illius directione“) der Bau der Orgel gestanden stand. Die in den letzten Kriegstagen des Jahres 1945 und während der Besetzung des Stiftes durch russische Truppen schwer beschädigte (schon durch frühere Umbauten stark entstellte) Orgel wurde 1950/51 durch die Firma Rieger (Schwarzach/Vorarlberg) unter Beibehaltung des Gehäuses, der Windladen und eines Teiles des originalen Pfeifenmaterials erneuert und im Tonumfang erweitert.
Eine achtstimmige Orgel Pflieglers aus dem Jahre 1775 hat sich in der Pfarrkirche Sommerein erhalten. Das in einem einteiligen Gehäuse befindliche Orgelwerk wurde 1863 von dem Wiener Orgelbauer Karl Seidelmann auf der Empore zurückversetzt sowie mit einem neuen Spieltisch und einem zusätzlichen Register versehen.
Im folgenden Jahr 1776 erhielt die einmanualige, auf Johann Hencke zurückgehende, Orgel der Georgskirche in Horn ein neues Rückpositiv und am 14. Juni wurden „dem Orgelmacher zu Wien wegen reparirter Orgel und neu gemachtem Positiv“ dreihundert Gulden bezahlt. Obwohl Pflieglers Name nicht genannt ist, wird diese Arbeit für ihn reklamiert, da seine Werkstatt einerseits in Horn bereits Tradition hatte, andererseits die Pfarre Horn dem Stift Altenburg inkorporiert ist.
In das Jahr 1779 fällt nicht nur der Beginn der Arbeiten an der Orgel für Maria Dreieichen, sondern auch der Vertragsabschluss über den Neubau einer Chororgel mit sechzehn Stimmen auf zwei Manualen und Pedal für die Stiftskirche Klosterneuburg bei Wien. Sie sollte neunhundert Gulden kosten und bis zum 24. Juli 1780 – dem Fest des heiligen Apostels Jakobus – vollendet sein. Die Bildhauerarbeiten für das Gehäuse der Klosterneuburger Orgel verfertigte der Wiener Bildhauer Christoph Helfer, der wohl, wie aus immer wiederkehrenden Schmuckelementen geschlossen werden kann, auch bei den anderen Orgelbauten Pflieglers herangezogen wurde. Die Vergoldung der Schnitzereien besorgte Karl Piki „bürgerlicher Vergolder in Wienn“, zu Beginn des Jahres 1781. Heute ist nur mehr das Gehäuse erhalten.
Bald nach Vollendung des Klosterneuburger Werkes finden wir Pfliegler in Neuhaus im Triestingtal, wo er am 24. November einen Kostenvoranschlag über einhundertzwanzig Gulden für die Reparatur der achtstimmigen Orgel der Schlosskirche erstellte, den Zuschlag erhielt jedoch der günstigere Kremser Orgelbauer Ignaz Gatto d. Ä. (1708–1786)
Schon im Mai 1780 hatte sich Pfliegler in einem Vertrag mit dem Propstpfarrer und Marktrat von Stockerau verpflichtet, um einhundertachtzig Gulden die 1750 von Johann Hencke aus Wien erbaute Orgel der Pfarrkirche abzutragen und nach Abschluss des Kirchenumbaus neu aufzustellen. Dabei sollte die Spiel- und Registertraktur erneuert und die bei der Umgestaltung und Erweiterung des Gehäuses durch Christoph Helfer entstehenden neuen Pfeifenfelder mit zwanzig bis zweiundzwanzig blinden Zinnpfeifen versehen werden.
Gleich darauf folgend am 18. Februar 1781 schloss Pfliegler den Kontrakt zum Bau zweier neuer Orgeln an, nämlich ein Werk mit zwölf Register auf zwei Manualen für die Pfarrkirche St. Oswald und ein einmaliges Werk mit sieben Register für die Pfarrkirche Isper. Im Jahr 1788 stellte er ein kleines Werk mit acht Registern in der Melker Stiftspfarre Gainfarn auf. Auch dieses Instrument wurde 1908 durch eine pneumatische Orgel des Wiener Hoforgelbauers Franz Josef Svoboda ersetzt.
Erst im Jahr 1801 ist das nächste größere Werk Pflieglers bekannt, das am 1. August 1801 vollendete achtzehnstimmige Werk mit zwei Manualen in der Pfarrkirche Kalksburg. 1802 war eine neue Orgel mit vierzehn Registern um 1170 Gulden in Silber für die Pfarrkirche Weitersfeld vollendet, die 1922 durch ein Werk der Firma Mauracher ersetzt wurde, und 1803 erhielt die Pfarre Haugsdorf um 1304 Gulden eine neue Orgel Pflieglers, die Franz Joseph Svoboda im Jahre 1906 durch einen Neubau ersetzte.
Im Jahre 1803 wurde bei Pfliegler für die Filialkirche (und heutige Pfarrkirche) St. Georg in Horn ein neues zweimanualiges Orgelwerk mit siebzehn Registern bestellt, das aber erst 1806 von seinem Sohn Johann Pfliegler vollendet werden konnte und 1914 einer pneumatischen Orgel der Firma Rieger (Jägerndorf) weichen musste. Pfliegler erhielt für dieses Orgelwerk 1800 Gulden sowie die Transportkosten und freie Wohnung und Kost während des Aufsetzens; zugleich wurde eine jährliche Pauschale von zehn Gulden für eine regelmäßig vorzunehmende „Inspicirung“, Stimmung und eventuelle Reparatur vereinbart. Das Gehäuse wurde nach Pflieglers Angaben vom Horner Tischlermeister Mathias Manazeder um zweihundertdreißig Gulden angefertigt und für die Fassung und Vergoldung erhielt der Maler Franz Tischler sechshundert Gulden. Mitten über der Arbeit an dieser Orgel war Anton Pfliegler am 25. Juni 1805 in Wien am Nervenfieber gestorben. Zum Zeitpunkt seines Todes war er bereits Witwer.
Pfliegler hinterließ drei großjährige Kinder: Der 1775 geborene Joseph befand sich schon seit sechzehn Jahren nicht mehr zu Hause und soll Spielmann bei dem 50. Linien-Infanterie-Regiment „Leopold Graf Stein“ gewesen sein. Eine 1778 geborene Tochter Theresia war mit einem Handwerker im Wiener Vorort Fünfhaus verehelicht, und der jüngste Sohn Johann, der im Jahre 1780 geboren wurde, übernahm die Werkstatt des Vaters. Er suchte um die Erteilung des Bürger- und Meisterrechtes an, das ihm am 15. Jänner 1807 zugesprochen wurde und leistete am 23. Jänner 1807 den Bürgereid.

## Werke
| Jahr | Ort            | Kirche                      | Bild | Manuale | Register | Bemerkungen |
| ---- | -------------- | --------------------------- | ---- | ------- | -------- | --- |
| 1767 | Nöstach        | Wallfahrtskirche Hafnerberg |      | II/P    | 17       | Orgelwerk von Johann Hencke begonnen und von seinem Schwiegersohn Anton Pfliegler vollendet                     |
| 1773 | Altenburg      | Stiftskirche                |      | II/P    | 26       | |
| 1775 | Sommerein      | Pfarrkirche Sommerein       |      | I/P     | 8        | auf einer eigens für die Orgel gebildeten Orgelempore aus hölzernen Balustern und hölzernen toskanischen Säulen |
| 1780 | Rosenburg-Mold | Basilika Maria Dreieichen   |      | II/P    | 23       | |
| 1780 | Klosterneuburg | Stiftskirche Klosterneuburg |      | II/P    | 23       | (nur Gehäuse erhalten)                                                                                          |
| 1781 | Sankt Oswald   | Pfarrkirche St. Oswald      |      | II/P    | 12       | (nur Gehäuse erhalten)                                                                                          |
| 1801 | Wien           | Kalksburger Pfarrkirche     |      | II/P    | 18       | |
| 1802 | Weitersfeld    | Pfarrkirche Weitersfeld     |      |         |          | (Gehäuse erhalten)                                                                                              |
| 1806 | Horn/NÖ        | Stadtpfarrkirche Horn       |      | III/P   | 31       | (Gehäuse erhalten, von seinem Sohn Johann Pfliegler fertiggestellt)                                             |